# Рифтин, Яаков
Яаков Рифтин (ивр. יעקב ריפתין‎; 16 марта 1907 — 14 мая 1978, Израиль) — израильский политик, депутат кнессета от партии «МАПАМ» (с 1-го до 5-го созыва).

## Биография
Родился 16 марта 1907 года в поселении Вулька-Профецка Российской империи (ныне район Пулавы, Польша) в семье Иехуды Рифтина и его жены Ривки. Учился в гимназии, в юности был членом организации «ха-Шомер» (позже «ха-Шомер ха-цаир»), позже стал одним из лидеров организации и её филиала в Польше.
В 1929 году репатриировался в Подмандатную Палестину. С 1931 года был членом кибуца Эйн-Шемер, работал пастухом и сельскохозяйственным рабочим на цитрусовых плантациях. Вступил в Гистадрут, был членом исполнительного комитета и его центрального комитета.
Рифтин был членом Национального комитета ишува и Законодательного собрания Подмандатной Палестины. Был одним из основателей партии «МАПАМ». В 1947—1948 годах был членом делегации еврейского ишува в Организации Объединённых Наций. Затем до 1954 года был членом израильской делегации в ООН и её политическим секретарём.
В 1948 году был членом Временного государственного совета. В 1949 году избран депутатом кнессета 1-го созыва, затем переизбирался депутатом кнессета 2-го, 3-го, 4-го, 5-го созывов. В разные годы был членом комиссии по иностранным делам и безопасности, комиссии по труду, комиссии по внутренним делам. В 1955—1965 годах был председателем комиссии по внутренним делам.
Был представителем левого крыла в «МАПАМ». После объединения «МАПАМ» с партией «Авода» в блок «Маарах» в 1969 году покинул партию.
Умер 14 мая 1978 года.